# Phillip Menzel
Phillip Menzel (* 18. August 1998 in Kiel) ist ein deutscher Fußballtorwart.

## Karriere

### Verein
Menzel begann seine Karriere bei Holstein Kiel. Zur Saison 2014/15 wechselte er zu den B-Junioren des VfL Wolfsburg. Zur Saison 2015/16 rückte er in den Kader der A-Junioren auf. Im August 2015 stand er erstmals im Kader der Regionalligamannschaft des VfL. Zur Saison 2016/17 rückte er, ohne Einsatz für die Zweitmannschaft, in den Kader der Profis der Wolfsburger auf. Für die Profis sollte er in vier Spielzeiten jedoch nie zum Einsatz kommen und kam nie über die Rolle des dritten Tormanns hinaus. Zwischen 2017 und 2020 kam er allerdings zu 50 Einsätzen für VfL II in der Regionalliga.
Zur Saison 2020/21 wechselte Menzel zum österreichischen Zweitligisten SK Austria Klagenfurt, bei dem er einen bis Juni 2022 laufenden Vertrag erhielt. Sein Debüt in der 2. Liga gab er im Oktober 2020, als er am fünften Spieltag jener Saison gegen den Floridsdorfer AC in der Startelf stand. In Klagenfurt konnte er sich gegen Rico Sygo durchsetzen, wurde dann aber von dessen Nachfolger Lennart Moser in der Winterpause verdrängt. Moser verletzte sich aber bereits nach zwei Spielen und so wurde Menzel wieder zur Nummer eins im Tor. Insgesamt kam er zu 24 Zweitligaeinsätzen, mit Klagenfurt stieg er zu Saisonende in die Bundesliga auf. In dieser konnte er sich mit Klagenfurt schnell etablieren, er selbst kam in der Saison 2021/22 zu 28 Einsätzen. In der Saison 2022/23 absolvierte er 30 Spiele im Oberhaus.
Nach seinem Vertragsende in Klagenfurt kehrte Menzel zur Saison 2024/25 nach Deutschland zurück und wechselte zum Drittligisten 1. FC Saarbrücken.

### Nationalmannschaft
Menzel kam zwischen Dezember 2015 und Mai 2016 zu vier Einsätzen für die deutsche U-18-Auswahl. Von November 2016 bis April 2017 spielte er zwei Mal in der U-19-Mannschaft. Im März 2018 absolvierte er gegen Polen sein einziges Spiel für das U-20-Team.

## Privates
Phillip Menzel ist der Sohn des ehemaligen Handballnationalspieler Michael Menzel.